# 永井彩乃
永井 彩乃（ながい あやの、1997年10月14日 - ）は、日本の女子ラグビーユニオン選手。

## プロフィール
- 広島県出身[1]。
- ポジションはフランカー(FL)、ナンバーエイト(No8)。
- 身長 169cm、体重 86kg
- 愛称はあーちゃん。
- 女子日本代表キャップは13。（2022年11月現在）

## 略歴
鯉城ジュニアラグビースクール出身。
2016年、石見智翠館高校卒業後、日本体育大学に入る。
2019年7月13日に行われた女子オーストラリア遠征女子オーストラリア代表戦にて途中出場で女子日本代表初キャップを獲得した。
2020年、日本体育大学卒業後、YOKOHAMA TKMに入る。
2022年、ラグビーワールドカップ2021の女子日本代表に選ばれた。